# Потер (Висконсин)
Потер (енгл. Potter) град је у америчкој савезној држави Висконсин.

## Демографија
По попису из 2010. године број становника је 253, што је 30 (13,5%) становника више него 2000. године.
| Група             | 2000.       | 2010.       |
| Белци             | 217 (97,3%) | 242 (95,7%) |
| Афроамериканци    | 0 (0,0%)    | 2 (0,8%)    |
| Азијати           | 0 (0,0%)    | 0 (0,0%)    |
| Хиспаноамериканци | 0 (0,0%)    | 7 (2,8%)    |
| Укупно            | 223         | 253         |